# ジョブトラアカデミー
ジョブトラアカデミーとは、株式会社リアライブが運営する大学生向け就活支援サイト。

## 概要
運営元である株式会社リアライブは、2012年4月に創業。主なサービスは早期新卒コンサルティング事業、新卒・中途紹介支援事業、メディア運営事業。
主力事業はリアルイベントで、就活生（大学生）と採用活動を行う企業のマッチングを図るイベント「ジョブトラ」は首都圏を中心に全国6拠点、年間400開催を誇る。